# Kyle McCarley
Kyle McCarley (Chicago, 5 dicembre 1985) è un doppiatore statunitense.

## Biografia
Nato a Chicago da Gordon McCarley e Ellen Stephen, è laureato alla School of Theathre dell'University of Southern California e vive a Los Angeles. È sposato con Katelyn Gault, doppiatrice e attrice, con cui a una figlia.

## Carriera
Dal 2015 è doppiatore professionista, e durante la sua carriera ha preso parte principalmente a anime e videogiochi, ma anche a cartoni animati, audiolibri, podcast e pubblicità.
Tra le sue partecipazioni principali ci sono quelle in Nier: Automata, Mobile Suit Gundam: Iron-Blooded Orphans, Mob Psycho 100, Fire Emblem Echoes: Shadows of Valentia, Astral Chain, Harry Potter: Wizards Unite e Mobile Suit Gundam GQuuuuuuX.

### Controversie
Nel settembre 2022, la Crunchyroll non ha rinnovato il contratto a McCarley, che prevedeva il suo doppiaggio del protagonista di Mob Psycho 100, Shigeo Kageyama, anche per la terza stagione. McCarley, membro di SAG-AFTRA, si è offerto di continuare il suo lavoro con un contratto non sindacale, a condizione che membri di Cruncyroll e SAG-AFTRA si fossero incontrati per discutere dei futuri contratti sindacali. Crunchyroll ha però rifiutato la proposta, suscitando critiche da parte dei fan degli anime e dei media. McCarley, così, si è rifiutato di doppiare nella terza stagione, venendo quindi sostituito.

## Doppiatori italiani
Da doppiatore è sostituito da:
- Claudio Moneta in Advance Wars 1+2: Re-Boot Camp